# Міхай Ґодя
Міхай Годя (рум. Mihai Godea; *25 січня 1974, Пирліца) — молдавський політик, голова партії «Демократична дія», депутат парламенту Республіки Молдова.

## Біографія
Народився 25 січня 1974 в селі Пирліца Унгенського району Молдавської ССР.

## Освіта
- 1991-1996 — Державний університет Молдови, історичний факультет;
- 1997-2001 — Інститут історії Академії наук Молдови, докторат;
- 2006 — Європейський інститут політичних знань;

## Професійна діяльність
- 1997 — примерія Кишинева, Управління молоді та спорту, головний спеціаліст з проблем молоді;
- 1997-1999 — Молодіжний фонд «Secolul 21» (21 Століття), програмний координатор;
- 1999 — Національний центр допомоги та інформування для НУО в Молдові «CONTACT», координатор програми навчання;
- 2001 — Національний центр допомоги та інформування для НУО в Молдові «CONTACT», глава команди по впровадженню Програми коммунитарного організаційного розвитку;
- 2002-2005 — Національний центр допомоги та інформування для НУО в Молдові «CONTACT», начальник Департаменту розвитку НУО;
- 2003-2005 — Національний центр допомоги та інформування для НУО в Молдові «CONTACT», заступник директора;
- 2004-2007 — член Ради щодо участі з розробки, впровадження та оцінювання Стратегії економічного зростання і зниження рівня бідності на 2004—2006 роки (СЕРСУБ);
- 2005-2008 — Національний центр допомоги та інформування для НУО в Молдові «CONTACT», виконавчий директор;
- 2007-2008 — член Національного комітету з розробки програми «COMPACT»;
- 2007-2008 — член Національного комітету з координування технічної допомоги при Уряді Республіки Молдова.

## Громадська діяльність
- З 2003 — секретар Коаліції з економічного розвитку сільської місцевості;
- 2004-2005 — секретар Громадянської коаліції за вільні і чесні вибори «Коаліція-2005»;
- 2005-2006 — голова Національної ради неурядових організацій Молдови;
- 2007 — секретар Громадянської коаліції за вільні і чесні вибори «Коаліція-2007»;
- 2008 — голова Ради випускників програм з обміну Посольства Сполучених Штатів Америки в Республіці Молдова.

## Політична діяльність
У 2000-2002 Ґодя був членом Партії демократичних сил, у 2002-2005 — членом Демократичної партії Молдови. У 2007 брав участь у створенні Ліберал-демократичної партії Молдови (ЛДПМ) під керівництвом Володимира Філата. На I з'їзді ЛДПМ Ґодя був обраний першим віце-головою партії. На парламентських виборах у квітні 2009, липні 2009 і 2010 обирався депутатом до парламенту Молдови. У 2009-2011 був головою парламентської фракції ЛДПМ.
4 травня 2011 Ґодя покинув ряди Ліберал-демократичної партії і оголосив про те, що буде брати участь у виборах генерального прімара Кишинева як незалежний кандидат. На виборах, що відбулися 5 червня 2011 Ґодя набрав 0,82 % голосів, посівши 4 місце. У другому турі закликав підтримати кандидата від Ліберальної партії Доріна Кіртоаке.
23 червня 2011 Міхай Ґодя оголосив про створення руху «Альтернативна демократична платформа». 23 липня 2011 рух було перетворено в партію «Демократична дія» (ПДР). На I з'їзді ПДР, що відбувся 6 листопада 2011, Ґодя був обраний головою партії.

## Сім'я
Ґодя одружений, має двох дітей.